# Општина Випава
Општина Випава (словен. Vipava) је једна од општина Горишке регије у држави Словенији. Седиште општине је истоимени градић Випава.

## Природне одлике
Рељеф: Општина Випава налази се на западу државе. У средишњем делу општине налази горњи део долине реке Випаве. На северу се налази планина Трновски Гозд, а на истоку планина Нанос. Доминира карстно тло.
Клима: У општини влада умерено континентална клима.
Воде: Најважнији водоток у општини је река Випава, а сви мањи водотоци су њене притоке.

## Становништво
Општина Випава је ретко насељена.

## Насеља општине
| - Випава - Врхпоље - Гоче - Градишче при Випави - Дупље | - Ерзељ - Земоно - Лозице - Ложе - Манче | - Нанос - Ореховица - Подбрег - Подгрич - Поднанос | - Подрага - Порече - Санабор - Слап - Храшче |  |